# Tórsvøllur
Tórsvøllur è un impianto sportivo danese di Tórshavn, capitale di Fær Øer.
Inaugurato nel 2000, è sede degli incontri interni della nazionale faroese.

## Struttura
L'impianto può contenere circa 6.000 spettatori, distribuiti su tre tribune ed è l'unico stadio delle isole Fær Øer a possedere un impianto di illuminazione che consente di giocare le partite anche in notturna.

## Galleria d'immagini

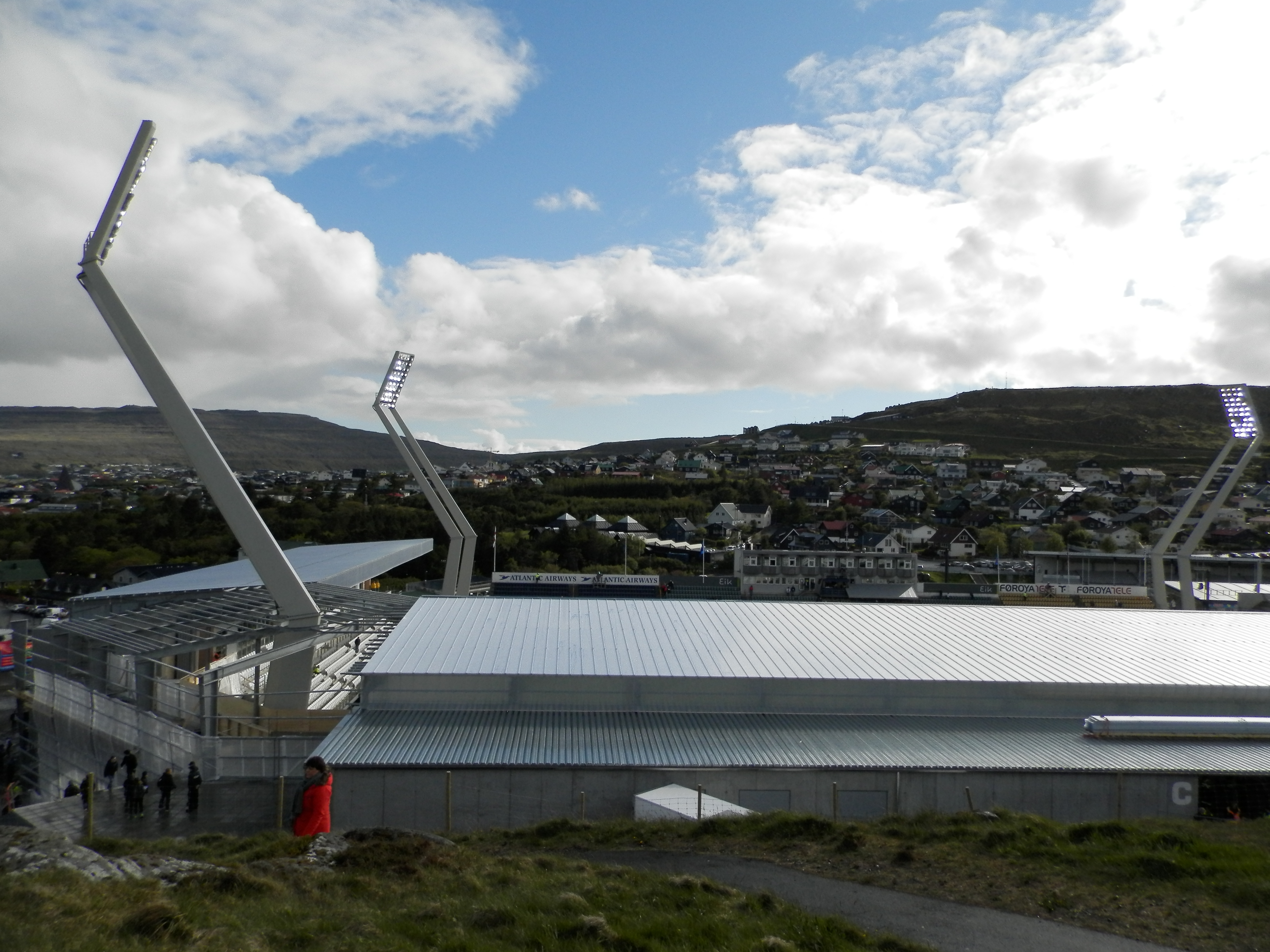
Tórsvøllur 2015
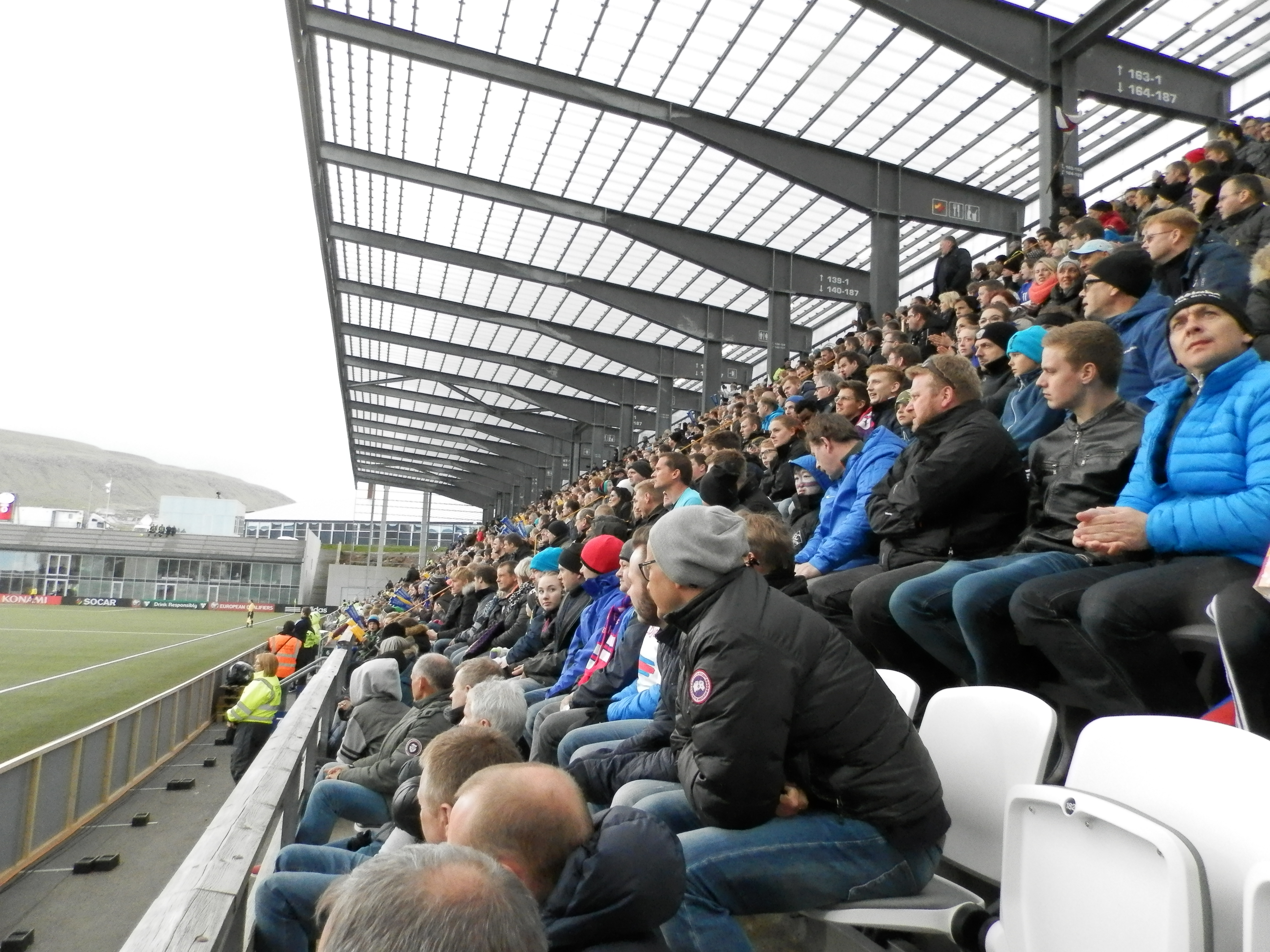
Tórsvøllur 2015
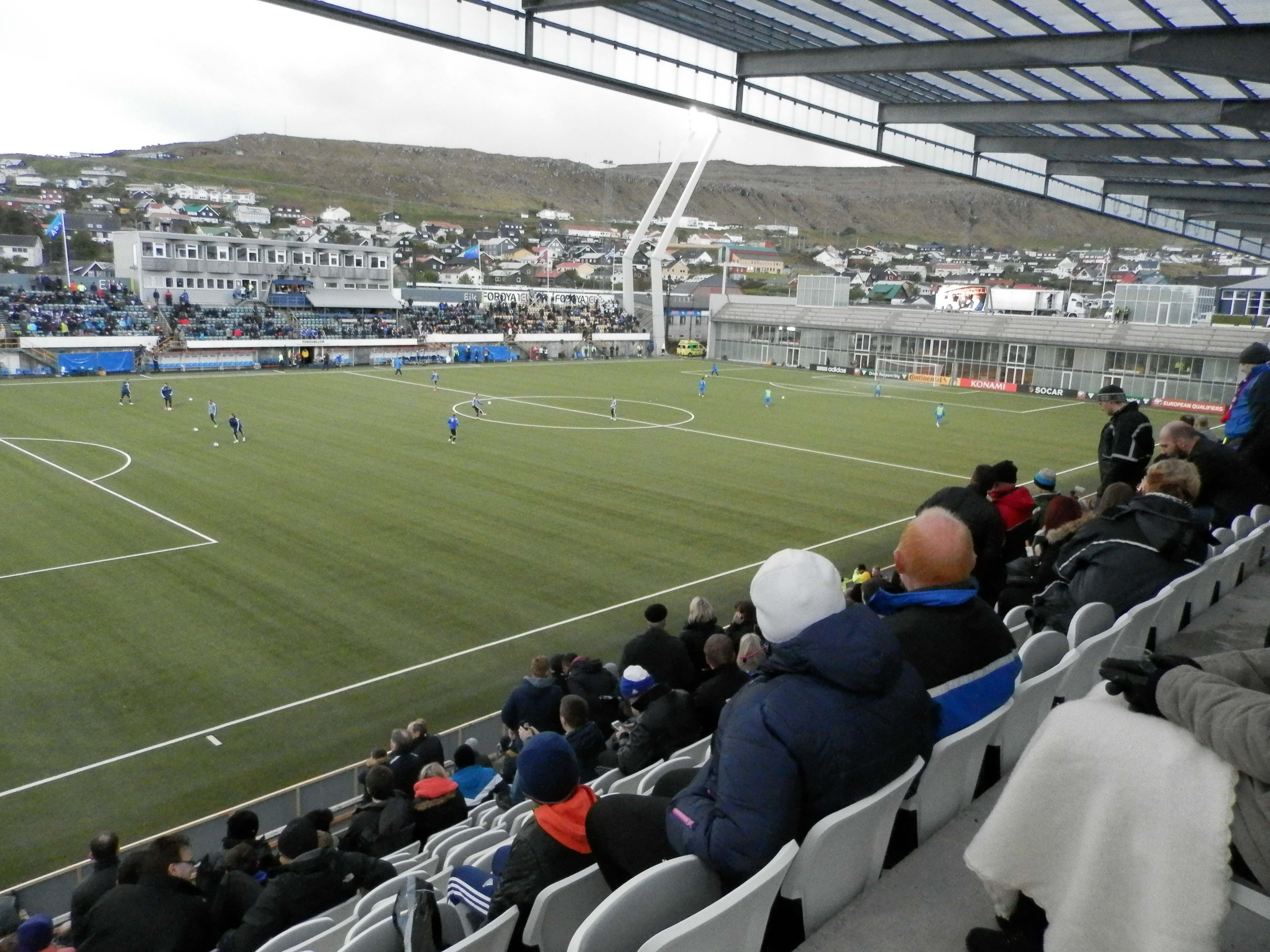
Tórsvøllur 2015
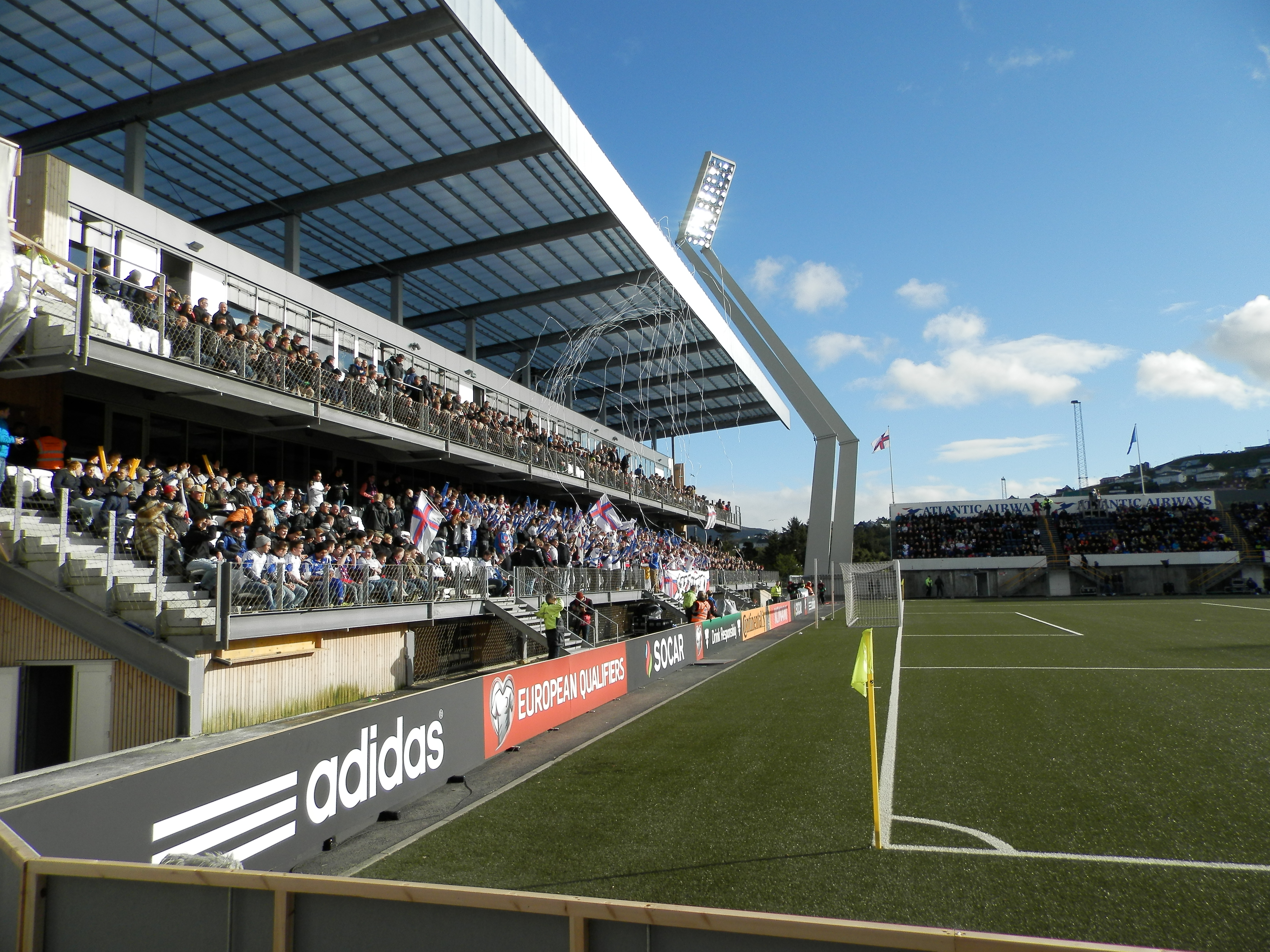
Tórsvøllur 2015